# 弾丸特急ジェット・バス
『弾丸特急ジェット・バス』（だんがんとっきゅうジェット・バス、原題：The Big Bus）は、1976年に公開されたアメリカ合衆国のコメディ映画。1970年代に流行していた数々のパニック映画のパロディ・オマージュが鏤められている。

## あらすじ
コヨーテ・バス・ラインズは史上初の原子力バス『サイクロプス号』を完成した。しかし何者かが格納庫を爆破し、特別に訓練された運転手を失い責任者のバクスター教授も重傷を負った。
バクスター教授の娘でバスの設計者でもあるキティは、かつて婚約していたダンに声をかける。ダンは優秀なバスドライバーだが山道で転落事故を起こして以来仕事から退いていた。そのうえ山中で死んだ乗客の遺体を食べながら1人だけ生き延びたという噂まであった。だがキティの説得とたまたま知り合ったショルダーズの協力により、ダンは再びハンドルを握ることにした。
サイクロプス号はニューヨークで盛大に見送られ、コロラド州デンバーへ向けて出発した。乗客はクドース神父、離婚寸前のクレイン夫妻、余命数ヶ月のエメリー、バス事故で父を亡くした(ダンに食べられた)カミーユ、職を失ったドクター・カーツなど、何らかの私情や私怨を持つ者ばかりである。
様々なテストをクリアし順調な処女運行に思えたが、ダンは機関部を点検中に時限爆弾を発見する。謎の組織の首領”アイアンマン”と原子力エンジンを敵視する石油会社が共謀してバスの信用を失墜させようと妨害工作を企み、アイアンマンの弟アレックスが仕掛けた物だった。
ダンは時限装置の解除を試みるが黄色い線と青い線を間違えて失敗。爆発でブレーキ系統が破壊されてしまうが、これを機にダンは父親が成し遂げられなかったニューヨーク～デンバーのノンストップ走行を決意した。
サイクロプス号の破壊に失敗したアイアンマンは次に人工地震を使って妨害を企む。しかもバスの行く手には危険なカーブが連続する山々が立ちはだかっていた

## サイクロプス号の概要

### 劇中のサイクロプス号
- 全長33.5メートル、全高5.5メートル、重量75トン
- 32輪、連結式ダブルデッカー（2階建て）
- 乗車定員 110名
- 原子力エンジンを搭載。
- 展望室、ピアノ付きのバーラウンジ、食堂と調理室、スイミングプール、ミニボーリング場、バスタブ、運転手の個室等を完備。
- 自動タイヤ交換装置、自動洗浄装置、ルーフに万国旗を立てる装置、などを装備する。
- バスには時速90マイルで発生する「風圧の壁」（音速の壁のようなもの）が存在すると恐れられていたが、最初の走行テストであっさりと打ち破った。
- 「サイクロプス」とはギリシャ神話に登場する一つ目の巨人のこと。バスのフロントに設けられた巨大な補助ライトに由来する。

### 実際の車両
撮影に使われた車両の改造費は25万ドルを要した（現在の100万ドルに相当）。1台の連結バスのように見えるが、2台のインターナショナル製キャブオーバー型トラックをつなげてある。エンジンはフォード製に換装されマニュアル変速機はアリソン製の自動変速機に変更しており、時速105キロ(65マイル)で走行可能。
撮影場所に移動する際は前後の車両を分離し独立して運転した。連結作業は45分程度で完了した。連結すると後部車両の運転席は窓が塞がってしまうため、撮影中は無線で指示を受けながら操縦した。後部の運転席にはクイックリリースレバーが装備されており、非常時には後部を切り離して操縦することが出来た。
車内に実際にあるのはバーラウンジと展望室だけで、プールやボーリング場はパラマウントスタジオにセットである。客席は窓側にのみ設けられていた。
映画のプロモーションでロサンゼルスからサンディエゴまで走ったことがあったが、撮影以外でロサンゼルスを出たことはなかった。1976年のロサンゼルス200周年記念パレードに参加し、撮影が終わったあと解体された。

## 出演
| 役名                       | 俳優                     | 日本語吹替   |
| 役名                       | 俳優                     | TBS版        |
| -------------------------- | ------------------------ | ------------ |
| ダン・トランス             | ジョセフ・ボローニャ     | 青野武       |
| キティ・バクスター         | ストッカード・チャニング | 小宮和枝     |
| ショルダース・オブライエン | ジョン・ベック           | 納谷六朗     |
| ショーティ・スコッティ     | ネッド・ビーティ         | たてかべ和也 |
| アイアンマン               | ホセ・フェラー           | 大久保正信   |
| カミール・レヴィ           | リン・レッドグレイヴ     |              |
| クドース神父               | ルネ・オーベルジョノワ   | キートン山田 |
| 老婦人                     | ルース・ゴードン         |              |
| クロード・クレイン         | リチャード・マリガン     | 平林尚三     |
| シビル・クレイン           | サリー・ケラーマン       | 花形恵子     |
| カーツ獣医師               | ボブ・ディシー           | 池田勝       |
| エメリー・ブッシュ         | リチャード・B・シャル    | 峰恵研       |
| 医師                       | ラリー・ハグマン         | 峰恵研       |
| バクスター教授             | ハロルド・グールド       | 村松康雄     |
| ジャック                   | ハワード・ヘスマン       | 幹本雄之     |
| アレックス                 | スチュアート・マーゴリン | 島香裕       |
| メアリー・ジェーン         | メアリー・ウィルコックス | 勝生真沙子   |
| トミー・ジョイス           | マーフィ・ダン           | 三ツ矢雄二   |
| 不明 その他                | N/A                      | 片岡富枝     |

- 日本語吹替：初回放送1984年3月12日『月曜ロードショー』

## スタッフ
- 監督：ジェームズ・フローリー (en:James Frawley)
- 脚本：ローレンス・J・コーエン (en:Lawrence J. Cohen)、フレッド・フリーマン (en:Fred Freeman)
- 製作総指揮：マイケル・ジュリア、マイケル・フィリップス
- 製作：ローレンス・J・コーエン、フレッド・フリーマン
- 撮影：ハリー・ストラドリング・ジュニア (en:Harry Stradling Jr.)
- 音楽：デヴィッド・シャイア (en:David Shire)

日本語版
- プロデューサー：熊谷国雄
- 演出：小山悟
- 台詞：井場洋子
- 日本語版制作：東北新社/TBS